# Stephen Wurm
Stephen Adolphe Wurm (19 de agosto de 1922-24 de octubre de 2001) fue un lingüista australiano de origen húngaro.

## Biografía
Wurm nació en Budapest, siendo el segundo hijo del germanoparlamente Adolphe Wurm y la húngaroparlante Anna Novroczky, fue bautizado originalment como Istvan Adolphe Wurm. Su padre murió antes de que Stephen naciera.
Los dos padres de Stephen eran multilingües y Wurm mostró interés temprano en las lenguas desde niño. Asistió a la escuela en Viena y viajó a diversas partes de Europa durante su infancia, de tal manera que cuando llegó a la madurez hablaba nueve lenguas.[cita requerida]
Wurm creció como apátrida, incapaz de poder adquirir la nacionalidad o de sus padres o la de su país de residencia, Austria. Esto le permitió librarse del servicio militar, y acudir a la universidad. Estudió lenguas túrquicas en el Instituto Oriental de Viena, recibiendo su doctarado en lingüística y antropología social en 1944 con una tesis sobre el idioma uzbeko. En 1946 se casó con su compañera de estudios Helene (Helen) Maria Groeger, una especialista en etnografía africana. Enseñó lingüística altaica en la universidad de Viena hasta 1951.
Tras haber leído algunos trabajos de S. H. Ray, Wurm se interesó progresivamente en las lenguas papúes e inició una correspondencia con el reverendo Dr Arthur Capell, profesor de lingüística en la Universidad de Sídney. Wurm empezó a estudiar por su cuenta tok pisin y hiri motu a partir de libros y aceptó un puesto en Londres. En 1954, se mudó a Australia donde Capell le había buscado un cargo académico en el Departamento de Antropología en la Universidad de Sídney. En 1957, Wurm se mudó a Canberra donde aceptó un puesto como miembro senior en el Research School of Pacific and Asian Studies (RSPAS) de la nueva Universidad Nacional Austrliana (ANU). El mismo año, Wurm recibió la ciudadanía australiana. A partir de ese momento el principal campo de investigación de Wurm fue el estudio de Nueva Guinea, aunque también desarrolló un cierto número de investigaciones sobre las lenguas aborígenes de Australia. En la ANU fue catedrático de lingüística desde 1968 a 1987.
En honor a él, la publicación científica Oceanic Linguistics publicó un artículo titulado "Linguist Extraordinaire"  que resumía póstumamente su carrera (Oceanic Linguistics, 2002.41: 1).

## Publicaciones y recopilaciones de trabajos
- New Guinea area languages and language study (3 volumes, Canberra: Pacific Linguistics, 1975–1977; vol. 1 available here Archivado el 20 de junio de 2010 en Wayback Machine.)
- Languages of Australia and Tasmania (The Hague: Mouton, 1972)
- Atlas of the World's Languages in Danger of Disappearing (enlace roto disponible en Internet Archive; véase el historial, la primera versión y la última). (2nd edition) (UNESCO Publishing, 2001, ISBN 978-92-3-103798-6) (book)
- Suzanne Kite and Stephen Wurm. The Duungidjawu language of southeast Queensland: Grammar, texts and vocabulary (Canberra: Pacific Linguistics, 2004, ISBN 0-85883-550-9)
- Stephen A. Wurm, Peter Mühlhäusler and Darrell T. Tryon (eds). Atlas of languages of intercultural communication in the Pacific, Asia, and the Americas (Berlín: Walter de Gruyter, 1996)